# Гертруд Боденвізер
Гертруд Боденвізер (нім. Gertrud Bodenwieser; 3 лютого 1890, Відень, Австро-Угорщина — 10 листопада 1959, Сідней, Австралія) — танцівниця, хореограф, тренер танців та піонер експресіоністського танцю.

## Біографія
Народилась у єврейській родині Теодора та Марії Бонді. Танцювати почала під псевдонімом Гертруда Боденвізер. Стиль Боденвізер базувався на класичному танцю, якого її навчав Карл Годлевскі з 1905 по 1910 рік. Вона виробила свій власний стиль танцю, який з великим ентузіазмом сприймався публікою, критиками та студенством. Найбільший вплив на її формування здійснили Ісідора Дункан та Рут Сент Деніс. Однією з її найуспішніших постановок був танець під назвою «Машина демона», коли група танцюристів перетворювалась у машини.
Згодом була призначена професором у Віденський університет музики й виконавського мистецтва. Там у підвальному приміщенні концертної зали вона відкрила свою власну танцювальну студію. Всі її учні, які виступали в Європі, називались «Танцювальний гурт Боденвізер». Серед її учнів, які зробили сольні кар'єри були Вільма Дегішер, Гіза Геерт, Гільда Гольгер, Гертруд Краус, Марія Палмер, Сіллі Ванг та інші.
1938 року разом з групою своїх студентів виступила в Колумбії, на річниці міста Богота. Після аншлюсу Австрії емігрувала до Австралії. У Сіднеї викладала уроки танцю та заснувала власний Балет Боденвізер. Вона виховала багато визначний танцівників Австралії, серед яких були Аніта Арделл, Кіт Бейн та Маргарет Чеппл.
З 1920 року була одружена з режисером та сценаристом Фрідріхом Розенталем, якого було вбито 1942 року в концентраційному таборі в Аушвіці.